# قطعنامه ۵۰۹ شورای امنیت
قطعنامه ۵۰۹ شورای امنیت سازمان ملل متحد که در تاریخ ۰۶ ژوئن ۱۹۸۲ تصویب شد، سندی بین‌المللی دربارهٔ اسرائیل-لبنان است. این قطعنامه طی نشست ۲۳۷۵ام با ۱۵ موافق، ۰ مخالف و ۰ ممتنع تصویب شد.